# Jakob Ejersbo
Jakob Ejersbo (Rødovre, 6 april 1968 - Aalborg, 10 juli 2008) was een Deense schrijver en journalist.

## Leven en werk
Ejersbo groeide op in Denemarken en Tanzania. Al vanaf zijn tiende wist hij dat hij schrijver wilde worden. Na zijn eindexamen in 1988 vestigde hij zich in Aalborg. Hij studeerde in 1995 af aan de Hogeschool voor de Journalistiek van Denemarken.
In 1998 debuteerde Ejersbo met de briefroman Fuga, die hij in samenwerking met Morten Alsinger schreef. Twee jaar later kwam de novellenbundel Superego uit, die goed ontvangen werd. Zijn grote doorbraak beleefde hij in 2002 met de roman Nordkraft, die bekroond werd met De Gyldne Laurbær, de prijs van de Deense boekhandelaren. Het boek werd meermaals vertaald, waaronder in het Nederlands. In 2005 werd het boek verfilmd door Ole Christian Madsen. In 2009 verscheen Ejersbo's Afrika-trilogie, die bestaat uit Eksil, Revolution en Liberty en zich grotendeels afspeelt in Tanzania.

## Publicatie (in het Nederlands)
- Jakob Ejersbo: Nordkraft. Vertaald uit het Deens door Kor de Vries. Amsterdam, Uitgeverij Prometheus, 2003. ISBN 9044603396